# Kościół św. Jakuba Apostoła w Sance
Kościół św. Jakuba Apostoła – kościół znajdujący się w Sance, w gminie Krzeszowice, w powiecie krakowskim, w województwie małopolskim.
Fundatorem kościoła był Zygmunt Świerczowski w latach 1618–1625. Wkrótce z inicjatywy ówczesnego właściciela wsi Adama Świerczewskiego, miejscowy kościół był zborem kalwińskim. W kościele znajdują się marmurowe epitafia rodzin fundatorów Świerczowskich (Świerczewskich) i Kochańskich z portretami malowanymi na blasze z XVII w. – kilka z nich w różnych okresach zostało skradzionych.
Kościół jest na Małopolskiej Drodze św. Jakuba wpisanej na listę UNESCO.
Wokół kościoła rosną drzewa – pomniki przyrody: trzy lipy drobnolistne przy drodze do kościoła i trzy obok kościoła.

## Obraz Matki Boskiej
W głównym ołtarzu świątyni znajduje się uważany za cudowny obraz Matki Bożej z Dzieciątkiem, która podaje swojemu synowi złote jabłko. Jest to obraz na desce nieznanego autora. Pierwsze informacje dotyczące obrazu pochodzą z 1663 r. W 1793 r. za zgodą biskupa obraz przeniesiono z bocznego ołtarza do głównego, gdzie wcześniej znajdował się obraz patrona parafii św. Jakuba Apostoła.
22 maja 2016 roku arcybiskup częstochowski Wacław Depo w asyście biskupów pomocniczych archidiecezji krakowskiej Jana Szkodonia i Jana Zająca dokonał koronacji obrazu koronami biskupimi arcybiskupa krakowskiego kardynała Stanisława Dziwisza.
8 września 2018 roku kościół otrzymał status Sanktuarium Matki Boskiej Pani Saneckiej, Matki Oczekiwanego Macierzyństwa.

## Galeria zdjęć

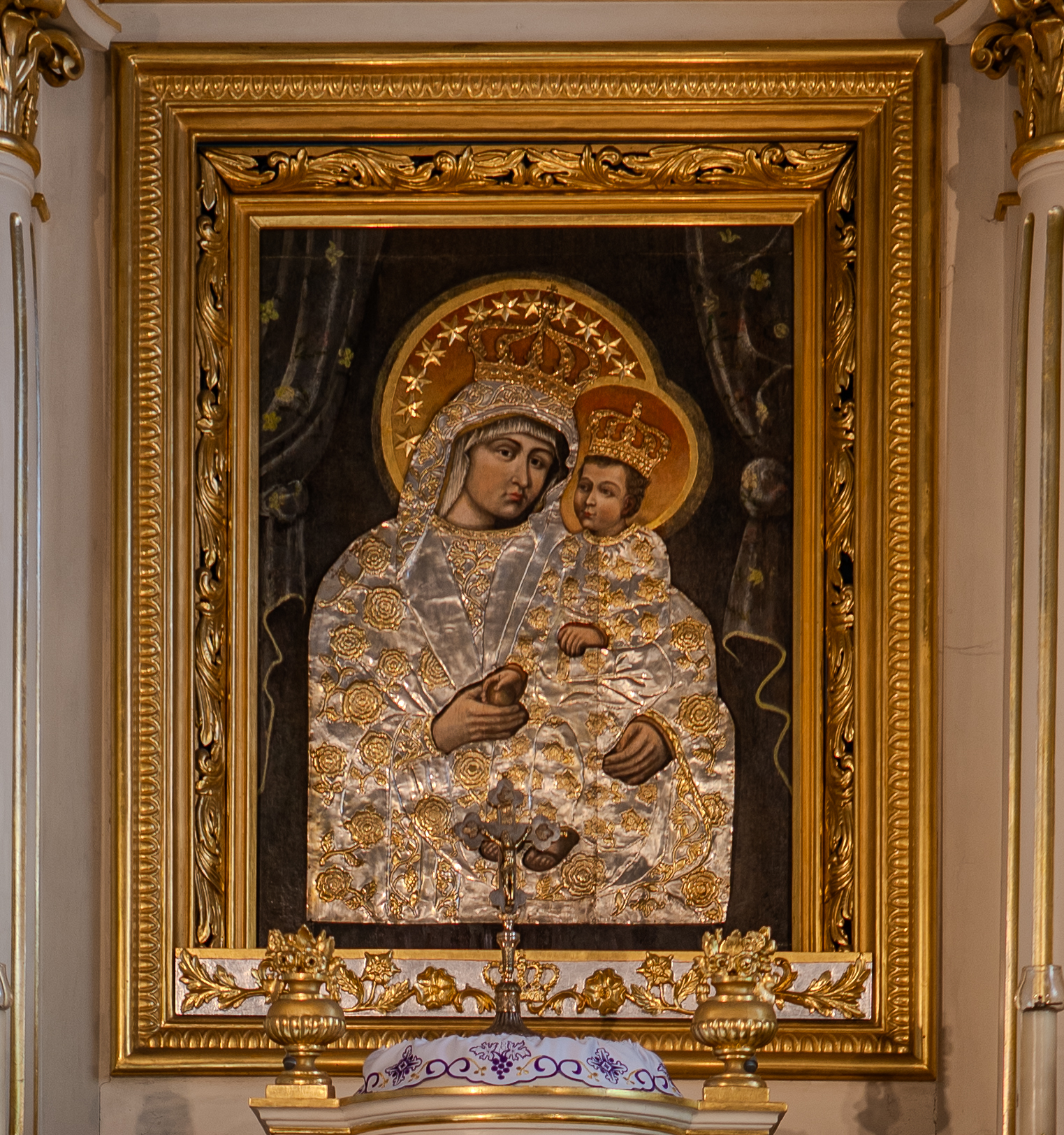
Obraz Matki Bożej Pani Saneckiej
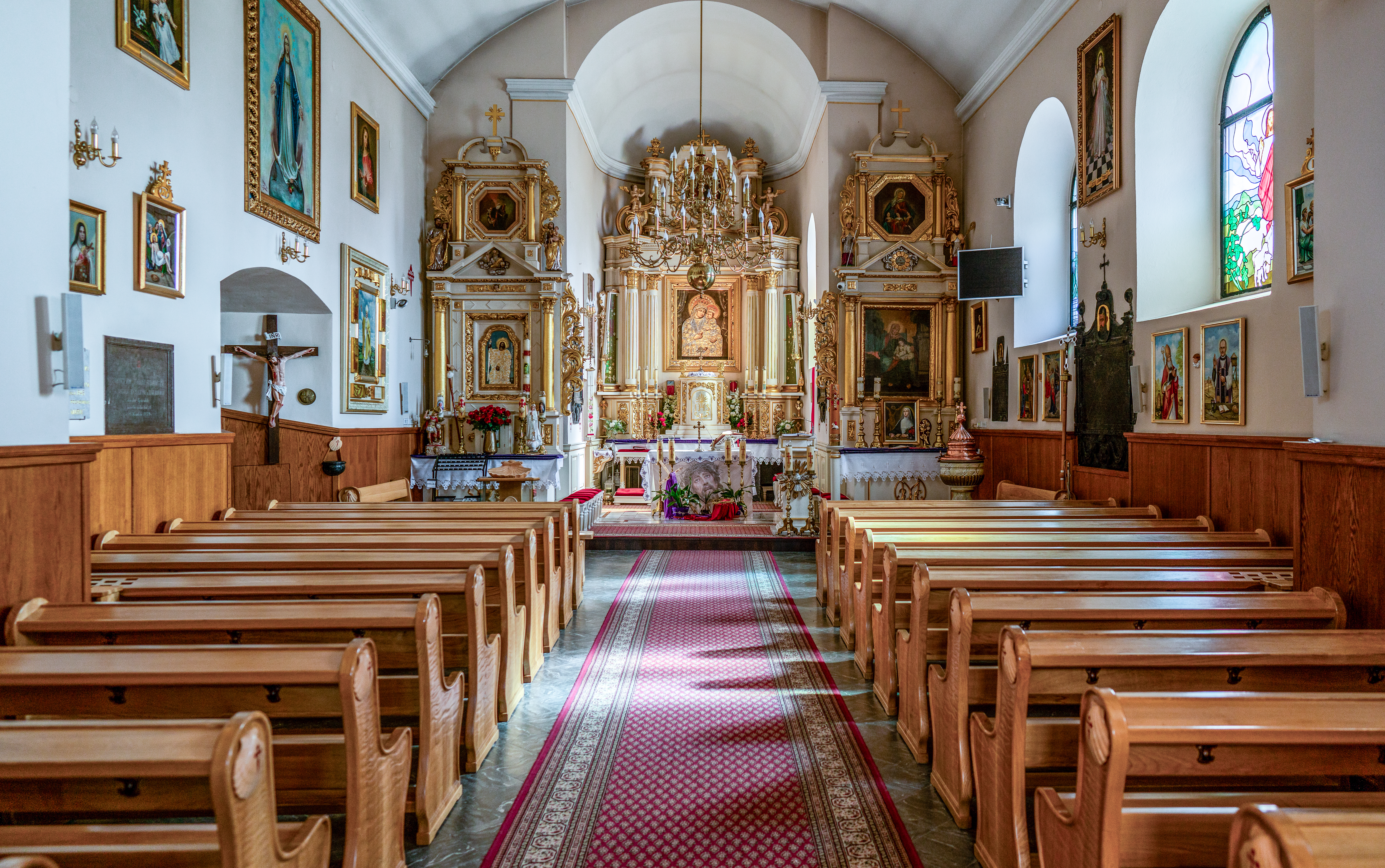
Wnętrze kościoła
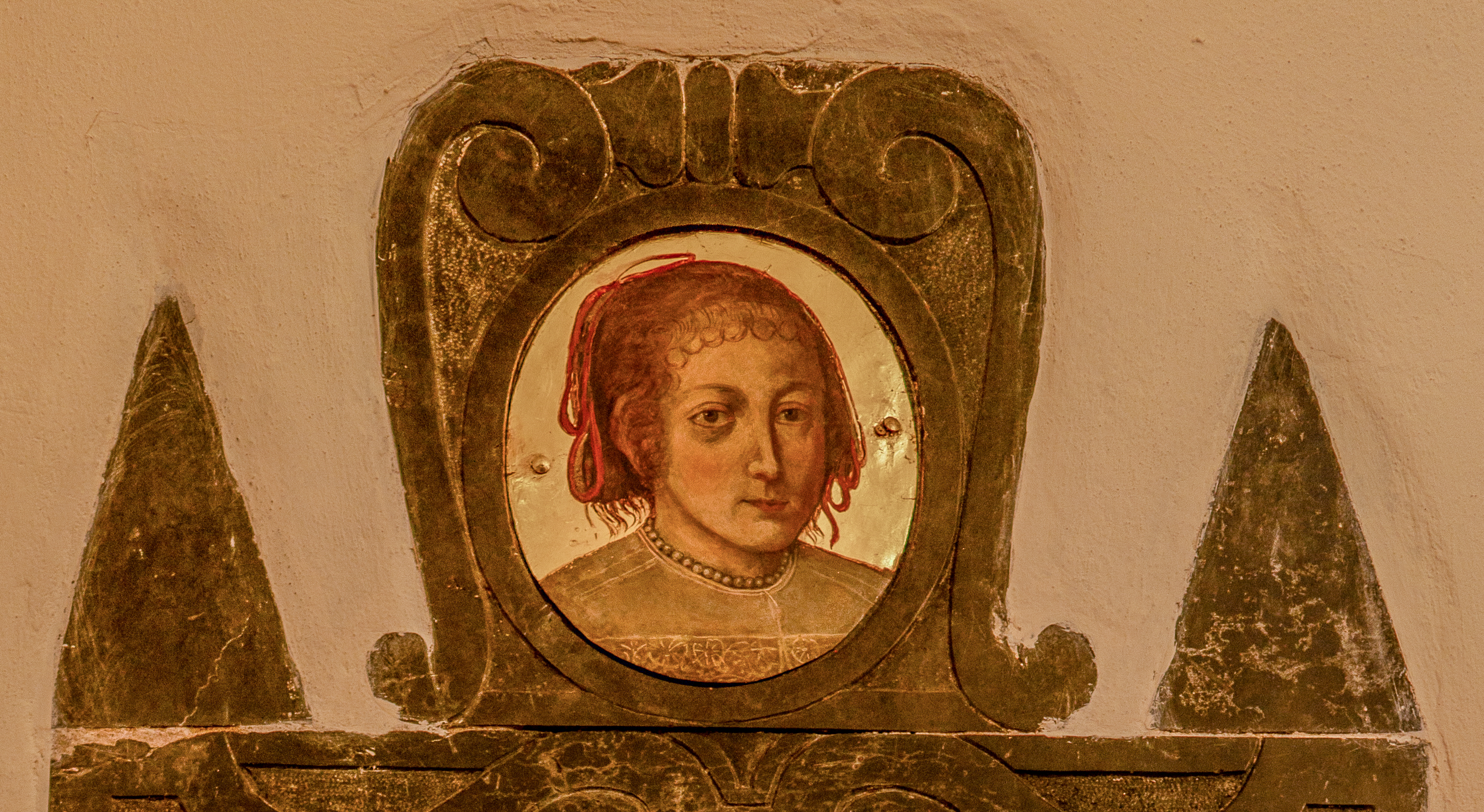
Portret z epitafium Zofii Kochańskiej
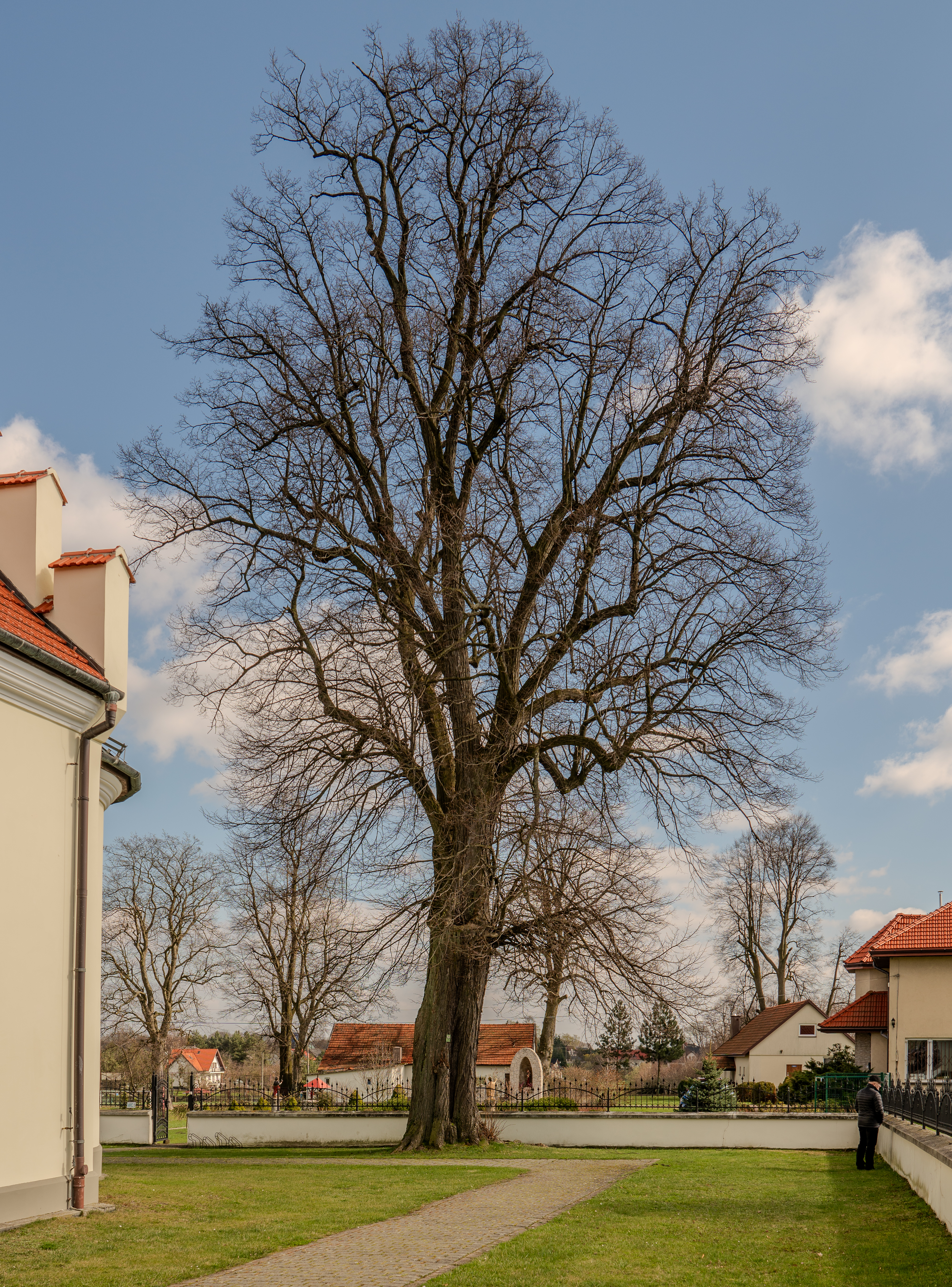
Pomnik przyrody - Lipa